# لغة نظيفة

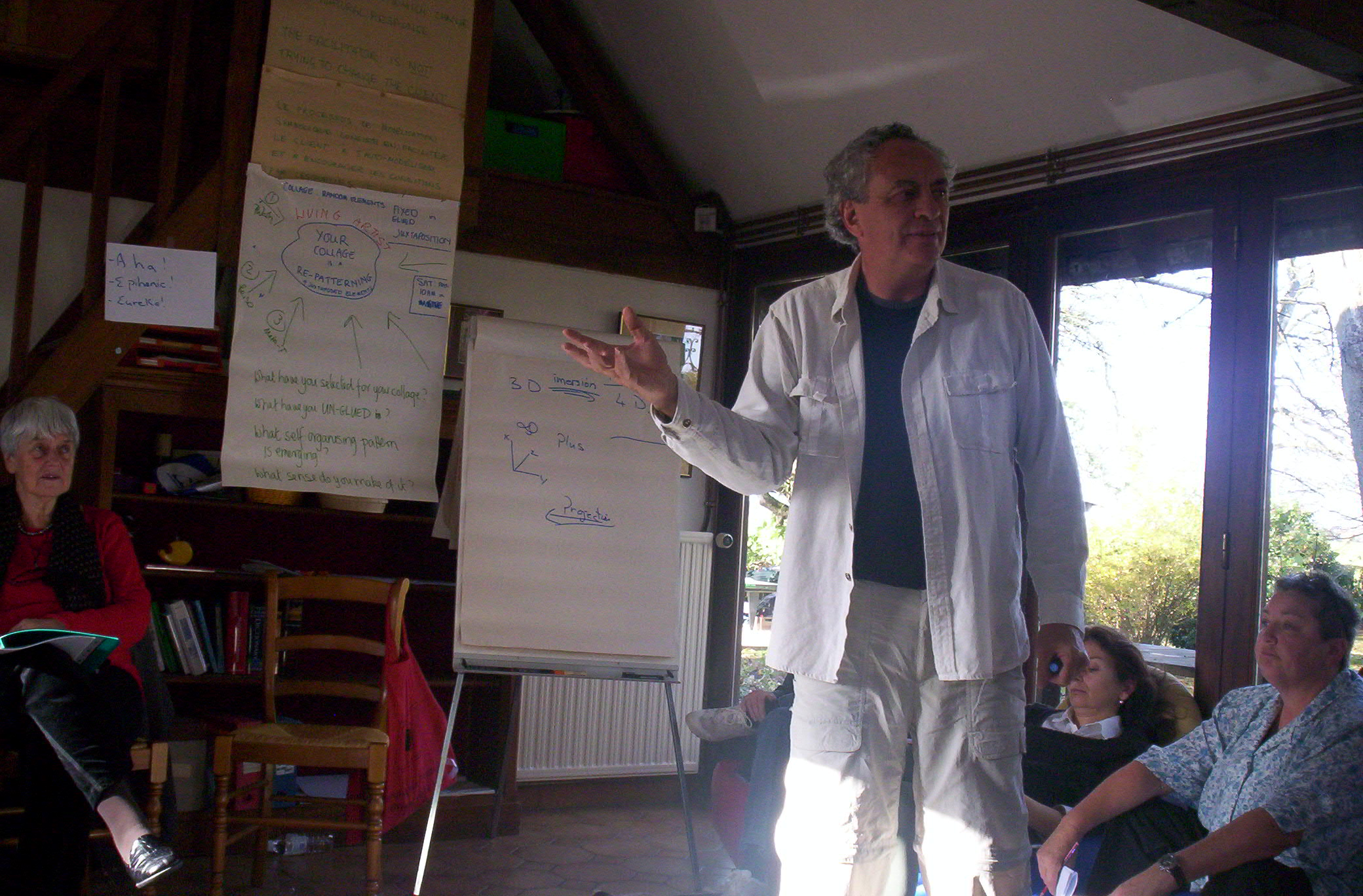
ديفيد جروف، معتكف المعرفة الناشئة، لا بوفيتيير (ليون لا فوريه)، نورماندي، فرنسا

اللغة النظيفة هي تقنية تستخدم في المقام الأول في تقديم المشورة والعلاج النفسي والتدريب ولكنها تستخدم الآن أيضًا في التعليم والأعمال والتغيير التنظيمي والصحة. طُبقت كطريقة مقابلة بحثية تسمى المقابلات اللغوية النظيفة.
تهدف اللغة النظيفة إلى دعم العملاء في اكتشاف وتطوير الرموز والاستعارات الخاصة بهم، بدلاً من اقتراح المعالج/ المدرب/ المحاور أو المساهمة في تأطيرهم الخاص للموضوع. بعبارة أخرى، بدلاً من «دعم» العميل من خلال تقديم استعارات جاهزة لهم، عندما يشعر المستشار أن الاستعارة ستكون مفيدة أو أن الاستعارة غائبة بشكل واضح، يسأل المستشار العميل،«وهذا مثل ماذا؟» العميل مدعو لابتكار استعارة خاصة به.
ابتكر ديفيد جروف اللغة النظيفة في الثمانينيات نتيجة لعمله على الأساليب السريرية لحل الذكريات المؤلمة للعملاء. كان المعالج النفسي «سي ديفيز لين» منخرطًا بطريقة وثيقة في التطور المبكر وتطور أعمال «جروف» مثل اللغة النظيفة والاستعارات المعرفية.  أدرك «جروف» أن العديد من العملاء كانوا يصفون أعراضهم باستعارات مستمدة من كلمات المعالجين السابقين، بدلاً من وصفهم من تجربتهم الخاصة.
اللغة النظيفة هي أيضًا أساس النمذجة الرمزية، وهي طريقة وعملية قائمة بذاتها للعلاج النفسي والتدريب طورها «جيمس لولي وبيني تومبكينز»؛ لمساحة نظيفة؛ وللنمذجة المنهجية المطبقة في التطوير التنظيمي. يمكن أيضًا استخدام اللغة النظيفة بالإضافة إلى نهج المعالج أو المدرب الحالي.

## ديفيد جروف
نشأت اللغة النظيفة مع ديفيد جروف المولود والمتعلم في نيوزيلندا، والذي اعتمد على جذوره الماورية/ البريطانية ثنائية الثقافة عند تصميم طرق العلاج والتدريب. حصل جروف على درجات علمية من جامعة كانتربري وجامعة أوتاغو في نيوزيلندا، وماجستير في علم النفس الإرشادي من جامعة ولاية مينيسوتا مورهيد. عمل جروف كطبيب نفساني استشاري مع صندوق لندن للرهاب، ونشر كتابًا مع «باسل بانزر»، حل الذكريات المؤلمة: الاستعارات والرموز في العلاج النفسي (1989/1991). توفي في 8 يناير 2008.
صُممت لغة جروف النظيفة في البداية لتلبية احتياجات المرضى الذين يعانون من الذكريات المؤلمة، ولا سيما لتسهيل قدرتهم على حل الكتل والرهاب. تحقق ذلك بفضل وصف التجارب الذاتية وتحديد عبارات معينة، والتي تصبح بعد ذلك أقل تجريدية لاستنباط الصلة بين الكلام والتجربة الحية. وأدى عمل جروف في اللغة النظيفة إلى ظهور مجال «المعرفة الناشئة».

## لغة نظيفة بالتفصيل
قبل استخدام مصطلح «اللغة النظيفة»، درس ومارس ديفيد أساليبه في سياق علاج الصدمات المعقدة. في السنوات التالية تضمنت مواد ورشة لعمل الخاصة به عناوين مثل «استعارات للشفاءعن طريق» و «حل الذكريات المؤلمة» و «شفاء الطفل الجريح بالداخل» و«في حضور الماضي».
تجمع اللغة النظيفة بين أربعة عناصر للتواصل: النحو وصياغة الأسئلة والصفات الصوتية والسلوك غير اللفظي.

### بناء الجملة
في السياق العلاجي، غالبًا ما تستخدم أسئلة اللغة النظيفة «الصيغة الكاملة المكونة من 3 أجزاء» والتي لها التنسيق:
و[كلمات العميل / غير اللفظية] ... ومتى / على أنها [كلمات العميل / غير لفظية] ... [سؤال نظيف]؟
هذه البنية مستمدة من عمل جروف المبكر في التنويم المغناطيسي، وهي مصممة لتوجيه الانتباه وتقليل الحمل المعرفي وتسهيل بقاء العميل في الحالة الداخلية الموجهة التي تولدها الأسئلة. خارج السياق العلاجي ،تميل التركيبة «اليومية» إلى استخدامها.

### صياغة الأسئلة
تسعى الأسئلة اللغوية النظيفة إلى تقليل المحتوى الذي يأتي من "خرائط" السائل - الاستعارات والافتراضات والنماذج أو الأحاسيس - التي يمكن أن توجه انتباه المستجيب بعيدًا عن الوعي المتزايد بتمثيله (المجازي) للتجربة وبالتالي «التقليل من طبيعتها المعرفية».
تقدم اللغة النظيفة نموذجًا للأسئلة التي تكون خالية قدر الإمكان من اقتراحات الميسر والافتراضات المسبقة وقراءة الأفكار والتخمين الثاني والمراجع والاستعارات. تتضمن الأسئلة النظيفة كل أو بعض الصياغة الخاصة بالعميل وقد تتضمن أيضًا مكونات سمعية أخرى لتواصل العميل مثل السرعة والخطوة واللونية. إلى جانب كلمات العميل ، يمكن تكرار الأصوات الشفوية (التنهدات، وأوو وآه) والألفاظ غير اللفظية الأخرى (مثل رفع القبضة أو خط البصر) أو الإشارة إليها في سؤال عندما يرى الميسر أنها قد تكون رمزية أهمية للعميل.
لا يتبع ميسرو اللغة النظيفة الافتراضات المعممة الشائعة حول معنى «لغة الجسد» (على سبيل المثال، افتراض أن الأذرع المتقاطعة تعني أن الشخص «مغلق»)، ويفضلون السؤال عن المعنى الذي يحمله هذا السلوك بالنسبة للعميل. الافتراض بأن الكثير من «لغة الجسد» هو تواصل غير واعي مع الذات.

### الصفات الصوتية
يمكن أن تؤثر سرعة الصوت ونغمة الصوت ومستوى الصوت على نوع الاهتمام الذي يدفعه العميل لتجربته الخاصة. عند استخدام كلمات العميل، تتكرر الصفات الصوتية لكلمات العميل. في التطبيقات العلاجية، غالبًا ما تُعطى كلمات السائل بشكل أبطأ، مع نغمة إيقاعية وشاعرية. في التفاعلات اليومية يمكن للميسر أن يظل أقرب إلى نغماته المعتادة.

### السلوك غير اللفظي
السلوك غير اللفظي هو الطريقة التي يعبر بها الشخص عن نفسه بالإضافة إلى الكلمة المنطوقة. وتشمل هذه الإيماءات والوضعية ونقاط الرأس والعين وحركات الجسم الأخرى. يقلل الميسر من سلوكه غير اللفظي ولا يعكس حركات جسد العميل. بدلاً من ذلك، يستخدم الميسر الإيماءات ونقاط العين التي تتوافق مع موقع الرموز الخيالية للعميل من منظور العميل.

## مثال
صُممت أسئلة اللغة النظيفة لتقليل أي تأثير من «خريطة العالم» للميسر إلى الحد الأدنى عن طريق الاستعارات أو التفسيرات أو الافتراضات غير المبررة. وهي مصممة أيضًا لتوجيه انتباه العميل إلى بعض جوانب تجربته (كما عبرو عنها في كلماتهم أو التعابير غير اللفظية) التي لاحظها الميسر ويختار إبرازها للتعلم المحتمل للعميل. مثال على الحوار هو كما يلي:
العميل: "أشعر بالغرابة".
قد تتضمن استجابات ميسر اللغة غير النظيفة ما يلي:
- "أعلم أن هذا يمكن أن يكون غير مريح."
- "هل أنت مريض؟"
- "هل تريد أن تشعر بأنك طبيعي؟"
- "ماذا سيحدث إذا لم تفعل؟"
- "توقف عن التذمر!"

قد تتضمن استجابات ميسر اللغة النظيفة ما يلي:
- "وأين تشعر بالغرابة؟"
- "وأي نوع من الغريب؟"
- "وهذا غريب مثل ماذا؟"
- "وهل هناك أي شيء آخر بخصوص هذا" يشعر بالغرابة "؟"
- "وماذا يحدث قبل أن تشعر بالغرابة؟"
- "وعندما تشعر بالغرابة ، ماذا تريد أن يحدث؟"

في حين أن هناك ما بين 8 و 12 سؤالًا أساسيًا بلغة نظيفة استخدمها ديفيد جروف في حوالي 80٪ من الوقت، لا يكمن مفهوم «النظافة» في الأسئلة نفسها فحسب، بل أيضًا في نية المنسق.

## تمرين التوجيه الذاتي
اقترح مدرب الحياة تمرين التدريب الذاتي التالي على اللغة النظيفة: اكتب أسئلة اللغة النظيفة على قطع من الورق، وأطْوِيها أو رتبها عشوائيًا على طاولة مقلوبة. ثم حدد مشكلة أو هدفًا ترغب في العمل عليه بواسطة الإجابة على السؤال: "ما الذي تود حدوثه؟" خذ ورقة واحدة في كل مرة مع سؤال لغوي نظيف مكتوب عليها. بعد الإجابة على السؤال، ارسم قطعة أخرى من الورق واستمر في العملية حتى تنفد شرائط الورق.

## مناهج البحث العلمي
استخدمت اللغة النظيفة لتعزيز مصداقية ودقة البحث النوعي القائم على المقابلة. أحد التطبيقات هو وسيلة لاستنباط الاستعارات التي تحدث طبيعيًا من أجل توفير فهم متعمق لنظرة الشخص الرمزية للعالم.
استخدمت المشاريع البحثية المقابلات اللغوية النظيفة: على سبيل المثال، استكشاف ذاتية تجربة المتدربين ونتائجهم؛ مقارنة دليل كفاءة المدرب من ثلاث وجهات نظر؛ والتحقيق في اكتساب المعرفة الضمنية والصريحة بين الطلاب المعلمين.
بحث ديفيد جروف بمساعدة «بام سوندرز»، وجهات نظر جديدة للغة النظيفة باستخدام نماذج رياضية مثل نظرية الفوضى والهندسة الكسورية وبعض مبادئ الفيزياء مثل الموقع والزخم وتطوير جهاز ميكانيكي لاستخدام الحركة بهدف الوصول إلى عقل أعمق الهياكل.

## مقالات ذات صلة
- استماع انعكاسي